# Hysteropterum leucodictyon
Hysteropterum leucodictyon är en insektsart som beskrevs av De Bergevin 1917. Hysteropterum leucodictyon ingår i släktet Hysteropterum och familjen sköldstritar. Inga underarter finns listade i Catalogue of Life.